# Gaishacken
Gaishacken ist ein Weiler im oberbayerischen Alpenvorland, der zum Markt Prien am Chiemsee sowie zum Landkreis Rosenheim gehört und derzeit 22 Einwohner zählt.

## Geographie
Gaishacken liegt im südwestlichen Chiemgau zentral zwischen Prien am Chiemsee und Frasdorf. Die Entfernung nach München beträgt 82 km, nach Rosenheim 24 km, nach Prien am Chiemsee 4 km, nach Frasdorf 4 km, nach Traunstein 35 km, nach Salzburg 63 km und nach Kufstein 34 km (über Sachrang).

## Geschichte
Erstmals urkundlich erwähnt wurde der Weiler im Jahr 1791. Zu dieser Zeit unterstand das Dorf der Herrschaft Wildenwart, welche auch mit der Hochgerichtsbarkeit ausgestattet war. Bis zum Abschluss der Gebietsreform in Bayern war Gaishacken ein Teil der Gemeinde Wildenwart. Am 1. Mai 1978 wurde diese aufgeteilt, der Nordteil mit Gaishacken wurde nach Prien am Chiemsee umgegliedert.